# Теорема Дэвенпорта — Шмидта
В математике, в области диофантовых приближений, теорема Давенпорта — Шмидта определяет, насколько хорошо действительные числа специального вида могут быть аппроксимированы другим специальным видом чисел. А именно, она утверждает возможность получить хорошее приближение к иррациональным числам, которые не являются квадратичными, используя квадратичные иррациональные числа или просто рациональные числа. Теорема названа в честь Гарольда Дэвенпорта и Вольфганга М. Шмидта.

## Теорема
Для рационального или квадратичного иррационального числа {\displaystyle \alpha } существуют уникальные целые числа {\displaystyle x}, {\displaystyle y} и {\displaystyle z} такие, что хотя бы одно из них не равно нулю, первое ненулевое из них положительно, они взаимно просты, и выполняется
{\displaystyle x\alpha ^{2}+y\alpha +z=0.}
Если {\displaystyle \alpha } — квадратичное иррациональное число, в качестве {\displaystyle x}, {\displaystyle y} и {\displaystyle z} можно взять коэффициенты его минимального полинома. Если {\displaystyle \alpha } рационально, примем {\displaystyle x=0}. Используя эти целые числа, однозначно определённые для каждого такого {\displaystyle \alpha }, высоту {\displaystyle \alpha } задаётся по формуле
{\displaystyle H(\alpha )=\max\{|x|,\;|y|,\;|z|\}.}
Теорема утверждает, что для любого действительного числа {\displaystyle \xi }, которое не является ни рациональным, ни квадратичным иррациональным, можно найти бесконечно много действительных чисел {\displaystyle \alpha }, которые являются рациональными или квадратичными иррациональными и которые удовлетворяют неравенству
{\displaystyle |\xi -\alpha |<CH(\alpha )^{-3}\max(1,\;\xi ^{2}),}
где {\displaystyle C} — любое действительное число, удовлетворяющее {\displaystyle C>160/9}.
Хотя эта теорема связана с теоремой Рота, её реальное использование заключается в том, что она эффективна в том смысле, что постоянная {\displaystyle C} может быть определена для любого заданного {\displaystyle \xi }.